# Дор (Бабушкинский район)
Дор — деревня в Бабушкинском районе Вологодской области.
Входит в состав Тимановского сельского поселения, с точки зрения административно-территориального деления — в Тимановский сельсовет.
Расстояние по автодороге до районного центра села имени Бабушкина — 35 км, до центра муниципального образования Тимановой Горы — 7 км. Ближайшие населённые пункты — Холм, Стари, Доркин Починок.
В ревизской сказке за 1782 г. население деревни Дор указано равным 64 человек.
В 1906 г., согласно «Списку лиц ... , имеющих право участвовать в Предварительном Съезде по выборам в Государственную Думу по Тотемскому уезду», в деревне Дор была частная лавка (владелец — Алексей Васильевич Анисимов):16.
Население по данным переписи 2002 года — 20 человек (11 мужчин, 9 женщин). Всё население — русские.
В деревне Дор расположены памятники архитектуры амбар-мангазея, комплекс их 2 бань.